# Questo corpo
Questo corpo è un singolo del gruppo musicale italiano La Rappresentante di Lista, pubblicato il 16 novembre 2018 come primo estratto dal terzo album in studio Go Go Diva.

## Descrizione
Il testo del brano è incentrato sul tema del corpo femminile e in particolare sulla sua forza: nonostante un elenco di tutte le debolezze fisiche – le gambe "sole", le braccia che "non mantengono", "la fame e la sete", i tremori e il sangue che non pulsa, la pancia e il seno che gonfiano – il corpo continua a "voler bene" alla cantante e resiste dopo tutte le cadute. In particolar modo, la cantante Veronica Lucchesi ha dichiarato:
Il brano è stato poi incluso nella colonna sonora del quarto episodio della serie televisiva The New Pope, diretta da Paolo Sorrentino e trasmessa per la prima volta su Sky Atlantic in Italia il 17 gennaio 2020. Per l'occasione il duo ha spiegato di essere stato contattato dalla produzione nel mese di settembre 2019 in quanto aveva suscitato l'interesse del regista.

## Video musicale
Il video, diretto da Manuela Di Pisa, è stato pubblicato il 27 novembre 2018 attraverso il canale YouTube del gruppo. Coerentemente al tema della canzone, esso mette in risalto la sensualità della cantante, semplicemente coperta da una giacca e in altre riprese completamente nuda, con la vagina nascosta da uno specchio in cui si riflette il viso della donna. Oltre a Veronica Lucchesi, nel video è presente anche il chitarrista della band, Dario Mangiaracina. 

Riguardo alla realizzazione del video, la regista ha dichiarato:

## Tracce
Testi e musiche di Veronica Lucchesi e Dario Mangiaracina.
1. Questo corpo – 3:13

## Formazione
Gruppo
- Veronica Lucchesi – voce, cori
- Dario Mangiaracina – chitarra, sintetizzatore, pianoforte Farfisa, basso, voce

Altri musicisti
- Davide Rossi – composizione ed esecuzione strumenti ad arco
- Roberto Cammarata – programmazione e chitarra aggiuntive
- Gabriele Cannarozzo – basso elettrico
- Marta Cannuscio – percussioni, cori
- Angelo Di Mino – sintetizzatore aggiuntivo
- Fabio Gargiulo – sintetizzatore aggiuntivo, Valhalla DSP, Roland RE-201
- Erika Lucchesi – sassofono, cori
- Enrico Lupi – tromba, Fender Rhodes, cori
- Massimo Sciamannea – programmazione, montaggio, sintetizzatore aggiuntivo

Produzione
- Fabio Gargiulo – produzione artistica, registrazione
- Sabino Cannone – registrazione, missaggio, mastering
- Roberto Cammarata – registrazione aggiuntiva, pre-produzione